# Athyrium vermae
Athyrium vermae är en majbräkenväxtart som beskrevs av Fraser-jenk., Khullar och Pangtey. Athyrium vermae ingår i släktet Athyrium och familjen Athyriaceae. Inga underarter finns listade.